# Peter Zegveld
Peter Zegveld (Den Haag, 29 juni 1951) is een Nederlands beeldend kunstenaar, theatermaker en muzikant.

## Opleiding en werk
Zegveld volgde een opleiding aan de Koninklijke Academie van Beeldende Kunsten te Den Haag.
In 1997 maakte hij samen met Thijs van der Poll de muziek voor de voorstelling Diapason / Sabotage Baby, een coproductie van Orkater, Nederlands Dans Theater en Batsheva Dance Company, gechoreografeerd door Ohad Naharin.

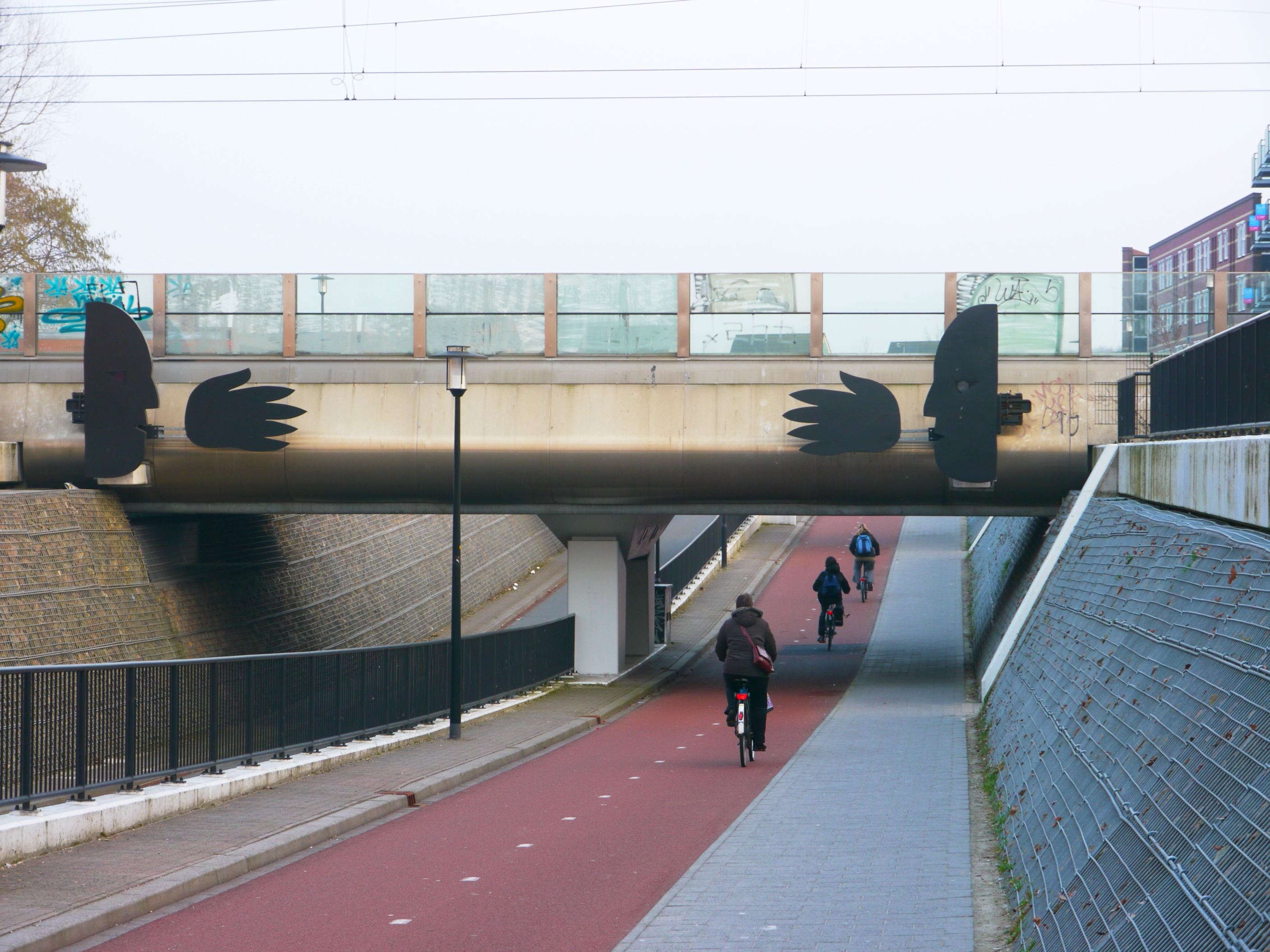
Spoorbomen, Apeldoorn

## Werken in de openbare ruimte
- Schrijfkanon, Almere Literatuurwijk
- Snoepkanon, Amsterdam[4]
- Spoorbomen, Apeldoorn

## Tentoonstellingen (selectie)
- 2019: Rijksmuseum Twenthe[5]

## Prijzen
- 1982: Buning Brongers Prijs[6]
- 1991: Charlotte Köhler Prijs voor beeldende kunst[7]

- Gemeinsame Normdatei: 1198225637
- International Standard Name Identifier: 0000 0003 6897 2562
- Library of Congress Control Number: no2014016957
- Nederlandse Thesaurus van Auteursnamen: 266046754
- RKD-Nederlands Instituut voor Kunstgeschiedenis: 86259
- Union List of Artist Names: 500763900
- Virtual International Authority File: 281699674
- WorldCat: E39PBJvxwjrTThV8jTbHY9mfMP